# 柬埔寨标准时间
柬埔寨使用东七区时间，没有采用夏令时。
柬埔寨使用的时间属于印度支那时间。
柬埔寨于2012年起采用国际标准ISO 8601。

## 外部連結
- 柬埔寨時間 （页面存档备份，存于）